# Françoise Blomme
Françoise Blomme (Ukkel, 5 februari 1933) is een Belgisch architect en schrijver. In 1968 richtte ze mee het Brusselse architectenbureau CERAU (Centrum voor Studies en Onderzoek in Architectuur en Stedenbouw) op. De focus binnen haar architectuurpraktijk gaat naar milieu en een architectuur voor kinderen.

## Opleiding
Na haar secundair onderwijs in Ukkel ging ze naar ‘L'École nationale supérieure des arts visuels de La Cambre’ (E.N.S.A., Bruxelles), waar ze in 1956 als enige vrouw van haar jaar afstudeerde. Blomme volgde daar het atelier van R. Puttemans. Later studeerde ze ook aan de Université libre de Bruxelles, waar ze in 1980 het Certificaat in Ecologie O.M.S behaalde en in 1994 een interfacultaire graad in Milieu.

## Professionele carrière
Françoise Blomme begon haar loopbaan bij haar vader, Yvan Blomme (1906-1961). Samen werkten ze aan de realisatie van de Belgique Joyeuse op de Wereldtentoonstelling in Brussel in 1958. Y. Blomme overleed in 1961, waarna F. Blomme samen met haar echtgenoot, José Vandevoorde, het kantoor overnam. 
Samen met Roger Thirion en André Bauwens, richtten Françoise Blomme en José Vandevoorde een eigen bureau op in 1986, genaamd CERAU (Centrum voor Studies en Onderzoek in Architectuur en  Stedenbouw). Hierbij legden beide de focus op het milieu en een architectuur die bedoeld is voor kinderen, zoals het kinderziekenhuis in Laken. Samen realiseerde ze verschillende projecten zoals hun woning in Bosvoorde (11 Avenue des Staphylins) en het Rekencentrum van de Université libre de Bruxelles.

## Werk
Blomme deed binnen haar werk bij CERAU onderzoek naar architectuur voor kinderen, met name ruimtelijke en aangepaste oplossingen zoals kleur en meubilair. Zo was er in 1986 de realisatie van het kinderziekenhuis ‘Queen Fabiola Hospital’ in Laken en een school voor nomaden in de Sahel, binnen het kader van Oxfam. 
Naast het Queen Fabiola Hospital, was ze verantwoordelijk voor de bouw van vele andere ziekenhuizen in Brussel en buitenland, waaronder het Erasmusziekenhuis, het Kraamziekenhuis van de Lambert Stichting, het Kinderziekenhuis van Tunis en het Ocuri ziekenhuis in Bolivia. 
Haar werken zijn niet enkel bestemd voor kinderenziekenhuizen, maar omvatten ook andere programma’s, zoals verschillende rusthuizen en het revalidatiecentrum van het Pachéco-instituut in Brussel.
CERAU is naast deze onderwerpen, gespecialiseerd in de bouw van sociale voorzieningen, onderwijsgebouwen, administratieve complexen en culturele, sport- en vrijetijdsvoorzieningen.

## Engagementen
In 1971 werd Françoise Blomme lid van het S.C.A.B. (Centrale Vereniging voor Architectuur van België), waarna ze vervolgens van 1986 tot 1988 verschillende functies als adviseur van het directiecomité vervulde. Naast Simone Guilissen-Hoa en Nicole Beeckmans, was ze een van de zeldzame vrouwelijke leden van S.C.A.B.
Daarnaast nam Blomme deel aan talrijke ziekenhuisprogramma's in België en in het buitenland: het Erasmusziekenhuis, de Stichting Maternity Hospital Lambert, het kinderziekenhuis in Tunis en het Ocuri-ziekenhuis in Bolivia (Oxfam-project). Tussen 1973 en 1978 werkte Blomme binnen een Oxfam-team mee aan het project voor het herstel van een landbouwgebied in "Tin Telloust" in de regio Aïr in Niger.
Françoise Blomme werd in 1990 lid van de Provinciale Raad van de Orde van Architecten van Franstalig Brabant, waar ze van 1992 tot 1993 vicevoorzitter was.
Later, in 2000 werd ze nog lid van van Ufvab, de Unie van Vrouwelijke Architecten van België.

## Prijzen
In 1961 won ze samen met haar echtgenoot, José Vandevoorde, de Van de Ven-prijs voor hun eigen woning in Bosvoorde, gerealiseerd in 1960.

## Publicaties
In 1975 publiceerde ze het kinderverhaal ‘Tatiana’, verkocht ten behoeve van kinderen in de Sahel. 
Wanneer ze in 2001 CERAU verlaat, begint ze aan het schrijven van een biografie over haar grootvader Adrien Blomme (1878-1940), een modernistische architect werkzaam te Brussel. Het boek, getiteld ‘A la rencontre d'Adrien Blomme, 1878-1940’, is in 2004 gepubliceerd bij het CIVA.
- Gemeinsame Normdatei: 1057597856
- International Standard Name Identifier: 0000 0000 4388 2868
- Library of Congress Control Number: no2006055268
- Système universitaire de documentation: 092106455
- Virtual International Authority File: 306117885